# Обрив (село)
Обри́в (до 1948 року — Чума́к-Кари́, крим. Çumaq Qarı) — село Сімферопольського району Автономної Республіки Крим. Підпорядковане Перовській сільській раді.

## Опис
Знаходиться на південь від Сімферополя, на виході з Чумакарської балки між горою Чумакари та північними схилами гори Каялар.
За однією з версій, отримало назву через те, що служило місцем відпочинку і карантину (під час частих у Середньовіччя епідемій чуми) для чумацьких обозів, що прямували до Бахчисараю.
Відстань від райцентру становить 5 кілометрів по шосе, по прямій село межує з кордоном міста.
Висота центру села над рівнем моря — 379 м.
За даними сільради на 2009 рік площа села 21,5 гектарів, у селі 6 вулиць, у 22 дворах значилося 58 мешканців.

## Історія
У часи Кримського ханства село Джимекари входило до Акмечетського кадилику Акмечетського каймаканства, перша документальна згадка села зустрічається у Камеральному Описі Криму… 1784 року.
Після російської анексії Криму село увійшло до Сімферопольського повіту Таврійської області, пізніше Таврійської губернії. В 1805 році в селі Чумак-Кари було 18 дворів, населення складало 92 кримських татарина і 24 крими.
18 травня 1948 року Чумак-Кари перейменували на Обрив указом Президії Верховної Ради РРФСР.